# La Fugida a Egipte (El Greco, Museu del Prado)
La Fugida a Egipte és una obra del període italià d'El Greco, actualment al Museu del Prado, a Madrid. Aquesta petita taula és una de les primeres obres atribuïdes al mestre cretenc, fins i tot per un autor tan estricte com Harold Wethey, qui li dona el número 83 en el seu catàleg raonat d'obres d'aquest d'aquest artista.

## Tema de l'obra
La Fugida a Egipte només és esmentada a l'Evangeli segons Mateu (Mt 2, 13-14) ［Mt 2:13-14］. La iconografia d'aquest curt text es va anar enriquint durant l'edat mitjana amb elements provinents d'altres tradicions, però El Greco només representa els personatges del text de Mateu, tot i que l'embellix amb alguns detalls anecdòtics.

## Anàlisi de l'obra
Oli sobre tauler; 15,9 x 21,6 cm.; 1565-1570; Museu del Prado, Madrid.
Malgrat que aquesta taula no està signada, és prou semblant a altres obres de la primera etapa d'El Greco com per poder-se-li atribuir. Per exemple, L'Expulsió dels mercaders (Washington) hi està estretament relacionada, tant estilisticament com tècnicament. El modelatge de l'esquena de Josep de Natzaret també és típica d'aquesta etapa del mestre cretenc, i el blau intens del mantell de la Mare de Déu que es repeteix en el folre de les vestimentes de Sant Josep, és un recurs habitual en les obres de l'etapa veneciana del Greco.
La composició té un equilibri asimètric, amb un major pes a la dreta de l'obra, on hi ha representats la Verge, el Nen Jesús i l'ase. Cal remarcar en aquesta taula l'interès d'El Greco pel paisatge i per un gran espai buit al fons, la qual cosa va ser poc freqüent al seu corpus pictòric posterior.
La influencia de Tintoretto es fa palesa en la representació del paisatge, de la palmera i en el tipus de figures. Tant els reflexos grocs i gris pàl·lid, com els turons llunyans de color blau -que contrasten amb els núvols blancs i grocs i el blau profund del celatge- produeixen un efecte fantàstic. Són típicament venecians el color rosat de la túnica de la Verge Maria i la vestimenta groga de Sant Josep, sobre una camisa gris neutre amb tocs violetes. La rebelia de l'ase suggereix un toc gairebé còmic a aquesta obra.

### Procedència
- Gaspar Méndez de Haro y Guzmán, VII marquès del Carpio y Heliche.
- Probablement, a la col·lecció de la casa d'Alba.
- Antonio Gorostiza; Bilbao (1904 circa fins 1926)
- Col·lecció Thomas Andrews; Londres. ?
- Mrs Marie Sterner; New York (1929)
- Thomas Agnew; Londres.
- Baró von Hirsch; Basilea.
- Venut a Sotheby's Parke Bernet, Londres, 21 de juny de 1978 (lot núm. 115)
- comprat pel Estat espanyol a Christie's, Londres, 13 de desembre de 2000
- adscrit al Museu del Prado l'any 2001.